# Bình minh đỏ (phim)
Bình minh đỏ là bộ phim điện ảnh Việt Nam, về đề tài chiến tranh sản xuất năm 2021. Phim do NSND Nguyễn Thanh Vân và Trần Chí Thành đạo diễn, kịch bản của Nguyễn Thị Minh Nguyệt. Phim do Hãng phim Hội Điện ảnh Việt Nam sản xuất.

## Nội dung
Phim lấy bối cảnh Việt Nam sau tết Mậu Thân 1968, bộ Tư lệnh Đoàn 559 giao nhiệm vụ cho Binh trạm 9, Binh trạm 12 tuyển gấp một số nữ thanh niên xung phong để đào tạo lái xe vận tải trung chuyển cho chiến trường.
Chuyện phim xoay quanh 4 nhân vật Châu, Hân, Sa, Thương là những nữ chiến sĩ lái xe từ Bến Thủy đến Tây Trường Sơn. Trong quá trình làm nhiệm vụ, lần lượt sự hi sinh của Hân, Thương, Sa và anh trai đã để lại nỗi đau lớn đối với Châu. Nhưng với lòng quyết tâm và ý chí mạnh mẽ, Châu đã tiếp tục ra chiến trường để thực hiện nhiệm vụ.

## Phân vai
- Phạm Quỳnh Anh vai Châu
- Phạm Bảo Hân vai Sa
- Hà Phương Anh vai Thương
- Hoàng Bích Phượng vai Hân
- Trần Việt Hoàng vai Thiện
- NSND Quốc Trị
- NSƯT Bùi Minh Phương

## Sản xuất
Bình minh đỏ ban đầu là dự án phim được Nhà nước đặt hàng Hãng phim Hội Điện ảnh Việt Nam sản xuất.
Nhà biên kịch Nguyễn Thị Minh Nguyệt từng gặp và được bà Nguyệt Ánh - thành viên của Trung đội nữ lái xe Trường Sơn Nguyễn Thị Hạnh (Đoàn 559), kể chuyện và tặng lại cuốn hồi ký của trung đội. Sau thời gian tìm tư liệu, Minh Nguyệt đã xây dựng kịch bản và gửi trình duyệt vào cuối năm 2018; sau 3 năm chỉnh sửa việc dựng phim đã được tiến hành. Trước khi bấm máy, đạo diễn Nguyễn Thanh Vân và Hội Điện ảnh Việt Nam đã có buổi gặp mặt các cựu nữ lái xe của trung đội. Bộ phim được bấm máy từ tháng 4 năm 2021.
Trước khi bấm máy, các diễn viên của bộ phim được đào tạo khóa lái xe gaz trong 2 tháng, ban đầu Phạm Quỳnh Anh nhiệt tình tập nói giọng Bắc để diễn xuất, nhưng rồi cô cảm thấy việc này không dễ dàng nên chấp nhận lồng tiếng khi hậu kỳ.
Bộ phim được quay tại miền Trung từ Hà Tĩnh đến Quảng Trị, trong đợt dịch Covid-19 khiến quá trình làm việc khó khăn, dàn nhạc phải chia nhỏ từng thành viên đến ghi âm, hòa âm cho bộ phim.

## Công chiếu
Năm 2022, Bình minh đỏ có suất chiếu đặc biệt vào tối 23 tháng 4 tại Trung tâm Chiếu phim Quốc gia, Hà Nội; với sự góp mặt của một số thành viên đoàn làm phim và cựu nữ lái xe Trường Sơn.
Tháng 9 năm 2022, bộ phim được chiếu trong khuôn khổ sự kiện Giải thưởng Cánh diều lần thứ 19 tại Nha Trang, Khánh Hòa.
Bộ phim được công chiếu ngày 25 tháng 2 năm 2023 tại Trung tâm Chiếu phim quốc gia trong Tuần phim kỷ niệm 80 năm Đề cương về văn hóa Việt Nam, do Cục Điện ảnh chủ trì, tổ chức tại Đà Nẵng.

## Giải thưởng
| Năm tổ chức | Sự kiện                            | Hạng mục                    | Giải thưởng               | Nhận giải                                                | Chú thích     |
| ----------- | ---------------------------------- | --------------------------- | ------------------------- | -------------------------------------------------------- | ------------- |
| 2022        | Giải Cánh diều lần thứ 20          | Đạo diễn xuất sắc           | Đoạt giải                 | - Nguyễn Thanh Vân - Trần Chí Thành                      | [ 11 ] [ 12 ] |
| 2022        | Giải Cánh diều lần thứ 20          | Nữ diễn viên phụ            | Đoạt giải                 | Bảo Hân                                                  | [ 11 ] [ 12 ] |
| 2022        | Giải Cánh diều lần thứ 20          | Âm nhạc                     | Đoạt giải                 | Đặng Hữu Phúc                                            | [ 11 ] [ 12 ] |
| 2022        | Giải Cánh diều lần thứ 20          | Nữ diễn viên trẻ triển vọng | Đoạt giải                 | Phạm Quỳnh Anh                                           | [ 11 ] [ 12 ] |
| 2022        | Giải Cánh diều lần thứ 20          | Thiết kế mỹ thuật           | Đoạt giải                 | NSƯT Nguyễn Nguyên Vũ                                    | [ 11 ] [ 12 ] |
| 2022        | Giải Cánh diều lần thứ 20          | Âm thanh xuất sắc           | Đoạt giải                 | - Hoàng Thu Thủy - Nguyễn Đình Cảnh                      | [ 11 ] [ 12 ] |
| 2022        | Giải Cánh diều lần thứ 20          | Phim điện ảnh               | Cánh diều Bạc             | Bộ phim (đồng hạng: Maika - Cô bé đến từ hành tinh khác) | [ 11 ] [ 12 ] |
| 2022        | Liên hoan phim Việt Nam lần thứ 22 | Phim điện ảnh               | Giải thưởng Ban giám khảo | Bộ phim                                                  |               |